# Południowy most kolejowy w Budapeszcie
Południowy most kolejowy (węg. Déli Összekötő vasúti híd) – jeden z dziewięciu mostów na rzece Dunaj w Budapeszcie.
Most wybudowano w latach 1873–1877. Jest to pierwszy most kolejowy na Węgrzech, który prowadził przez rzekę Dunaj. Po zburzeniu w czasie II wojny światowej, w 1948 został odbudowany z jednym torem. W 1953 dobudowano drugi tor.